# Cuasso al Monte
Cuasso al Monte é uma comuna italiana da região da Lombardia, província de Varese, com cerca de 3.065 habitantes. Estende-se por uma área de 16 km², tendo uma densidade populacional de 192 hab/km². Faz fronteira com Arcisate, Besano, Bisuschio, Brusimpiano, Cugliate-Fabiasco, Marchirolo, Marzio, Porto Ceresio, Valganna.

## Demografia
| Variação demográfica do município entre 1861 e 2011                               |
|                                                                                   |
| Fonte: Istituto Nazionale di Statistica (ISTAT) - Elaboração gráfica da Wikipedia |